# Vándorsólyom kisasszony különleges gyermekei (film)
A Vándorsólyom kisasszony különleges gyermekei (eredeti cím: Miss Peregrine’s Home For Peculiar Children) 2016-ban bemutatott amerikai-angol kalandfilm, amelyet Tim Burton rendezett Ransom Riggs azonos című regénye alapján.  A forgatókönyvet Jane Goldman írta, a főszerepet Eva Green és Asa Butterfield játssza. A filmet a 20th Century Fox, Magyarországon az InterCom forgalmazza.

## Cselekmény
Úgy tűnik, Jake nagyapja szeretett füllenteni. Sokat emlegetett gyerekkori emlékei úgy hangzanak, mint a tündérmesék. Szeretett nagyapja egyedül nevelte, és miután meghalt, Jake nem sokat örököl a nagypapája után, csak pár kusza feljegyzést – azonban ezekről kiderül, hogy olyan nyomok, amiket követve Jake számára egy különleges világ tárul fel.
Egy véletlen barangolás során rátalál egy helyre, ami valahogy az időn kívül létezik. Ott működik Vándorsólyom kisasszony iskolája, ahova azokat a gyerekeket fogadják be, akik kivételes képességeik miatt kívül rekednek az emberi társadalmon.
Jake lassanként rájön, hogy nagyapja talán mégsem volt hazudós, és őrültségnek tűnő történetei valóban megeshettek.
Azonban ez a világ (elszigeteltsége ellenére) bajban van. Jake számára a történelemből ismerős német bombázók jelennek meg az épület fölött és bombáik lerombolják az épületet. Az időn kívüliség valójában azt jelenti, hogy Vándorsólyom kisasszony iskolája a múltban létezik, és lakói ugyanazt a végzetes napot élik át újra meg újra.
Talán éppen Jake az, aki megmentheti ezt a világot.

## Szereplők
| Szereplő | Színész             | Magyar hang             |
| --- | ------------------- | ----------------------- |
| Vándorsólyom kisasszony | Eva Green           | Németh Borbála          |
| Abe | Terence Stamp       | Szersén Gyula           |
| Gulipán kisasszony | Judi Dench          | Hámori Ildikó           |
| Jake | Asa Butterfield     | Ungvári Gergely         |
| Jake 10 évesen | Aiden Flowers       | Pál Dániel Máté         |
| Ikerunokatestvér | Jack Fibkins        | Pál Dániel Máté         |
| Jake 6 évesen | Nicholas Oteri      | Kadosa Patrik           |
| Ikerunokatestvér | Andrew Fibkins      | Kadosa Patrik           |
| Emma | Ella Purnell        | Czető Zsanett           |
| Enoch | Finlay MacMillan    | Jakab Márk              |
| Olive | Lauren McCrostie    | Laudon Andrea           |
| Millard | Cameron King        | Nagy Gereben            |
| Bronwyn | Pixie Davies        | Szűcs Anna Viola        |
| Fiona | Georgia Pemberton   | Gyarmati Laura          |
| Hugh | Milo Parker         | Berecz Kristóf Uwe      |
| Claire | Raffiella Chapman   | Dolmány-Bogdányi Korina |
| Horace | Hayden Keeler-Stone | Bogdán Gergő            |
| Barron | Samuel L. Jackson   | Vass Gábor              |
| Dr. Golan | Allison Janney      | Andresz Kati            |
| Ornitológus | Rupert Everett      | Hajdu Steve             |
| Mr. Gleeson | Scott Handy         | Sörös Miklós            |
| Miss Edwards | Helen Day           | Várkonyi Andrea         |
| Judy néni | Brooke Jaye Taylor  | Várkonyi Andrea         |
| Mr. Clark | Jack Brady          | Törköly Levente         |
| Mr. Archer | Philip Philmar      | Beratin Gábor           |
| Farmer | Dafydd Hywel        | Beratin Gábor           |
| Frank | Chris O’Dowd        | Schnell Ádám            |
| Jake anyja | Kim Dickens         | Román Judit             |
| Shelley | O-Lan Jones         | Börcsök Enikő           |
| Susie néni | Jennifer Jarackas   | Németh Kriszta          |
| Kev | Ioan Hefin          | Rosta Sándor            |
| Oggie | Nicholas Amer       | Forgács Gábor           |
| Dylan | Shaun Thomas        | Szalay Csongor          |
| Féreg | Justin Davies       | Berkes Bence            |
| Pultos a 40-es években | Nicholas McGaughey  | Hannus Zoltán           |
| Nő a 40-es években | Lynn Hunter         | Horváth Zsuzsa          |
| Idős férfi a 40-es években | Ben Roberts         | Bácskai János           |
| További magyar hangok |                     |                         |
| Bartók László, Bertók Eszter, Bordás János, Fehér Péter, Fekete Botond, Hábermann Lívia, Havasi Zsombor, Kapácsy Miklós, Kibédi Varga Ádám, Lipcsey-Colini Borbála, Mészáros András, Petridisz Hrisztosz, Téglás Judit, Urbán-Szabó Fanni |                     |                         |